# Tragic Kingdom
| Recensione | Giudizio |
| ---------- | -------- |
| AllMusic   |          |

Tragic Kingdom è il terzo album discografico della band statunitense No Doubt, uscito il 10 ottobre 1995. Il disco scalò le classifiche fino a raggiungere il primo posto, oltre un anno dopo la sua pubblicazione, trainato dal singolo Don't Speak ed è fino ad oggi l'album della band di maggior successo. È stato inserito al 441º posto della classifica dei 500 migliori album secondo Rolling Stone.

## Descrizione
Il disco fu pubblicato nell'ottobre 1995 dalla Trauma Records, una divisione della Interscope Records. Si tratta del primo album pubblicato dalla band dopo l'addio del tastierista della band, Eric Stefani, che comunque partecipò alle registrazioni e che decise di lasciare il gruppo già nel 1994, prima della pubblicazione di The Beacon Street Collection.
L'album è stato prodotto da Matthew Wilder, mixato da Paul Palmer, e registrato in undici studi nella Greater Los Angeles Area, tra il marzo 1993 e l'ottobre 1995. Durante una di queste sessioni di registrazione, la band ha incontrato Paul Palmer, che già aveva lavorato con i Bush e che era interessato a lavorare con i No Doubt. Dopo aver mixato il primo singolo, Just a Girl, Palmer continuò la collaborazione con i No Doubt nello stesso ruolo per il disco. Riuscì anche a far pubblicare il CD dalla sua etichetta, la Trauma Records, che era associata alla Interscope.
Tragic Kingdom prende il nome dal fatto che il professore di Tom Dumont chiamava così il parco divertimenti di Disneyland situato a Anaheim, città d'origine del gruppo, anziché chiamarlo Magic Kingdom, come indicava il soprannome reale del popolare parco. La copertina del disco è una fotografia di Daniel Arsenault, che ritrae Gwen Stefani in primo piano con un'arancia in mano, mentre gli altri componenti della band sono alle sue spalle vicino ad un albero di arancio secco (tra l'altro la foto è stata scattata in una contea chiamata proprio Orange). Nella copertina, per volontà di Gwen, è presente anche Eric Stefani, nonostante questi aveva già lasciato il gruppo. Il vestito rosso indossato da Gwen Stefani è stato prestato all'Hard Rock Cafe e successivamente ad una mostra tenutasi nel museo di Fullerton; fu però rubato dalla mostra nel 2005.

## Singoli estratti
Il primo singolo estratto da Tragic Kingdom è Just a Girl (21 settembre 1995), che descrive l'esasperazione di Gwen Stefani nei confronti dei dettagli con cui venivano descritti gli stereotipi femminili e la reazione preoccupata di un padre ansioso al pensiero della figlia che guida da sola la macchina.
Il secondo singolo estratto, Spiderwebs, fu pubblicato il 19 novembre 1995 e racconta di una donna disinteressata che cerca di evitare le continue telefonate che riceve da un uomo.
Il terzo singolo è quello destinato a consacrare i No Doubt a livello planetario. Si tratta di Don't Speak, una ballata struggente che racconta la fine della relazione tra Gwen Stefani e Tony Kanal. Il singolo, pubblicato il 15 aprile 1996, ha raggiunto la prima posizione della Billboard Hot 100 Airplay, e vi è rimasto per sedici settimane consecutive. Il singolo ha inoltre raggiunto la prima posizione in diversi Paesi di tutto il mondo: Australia, Paesi Bassi, Nuova Zelanda, Norvegia, Svezia, Regno Unito e Svizzera; e la numero due in Austria, Germania e Italia.
Il quarto singolo estratto fu Excuse Me Mr. (21 agosto 1996), seguito da Happy Now? (20 gennaio 1997). Il sesto singolo estratto fu Sunday Morning (27 maggio 1997). Infine l'ultimo pezzo pubblicato come singolo fu Hey You! (23 febbraio 1998).

## Premi e vendite
Ai Grammy Awards 1997 i No Doubt entrarono in nomination nelle categorie Best New Artist e Best Rock Album. Il singolo Don't Speak è invece in nomination ai Grammy 1998 come Best Pop Performance by a Duo or Group e Song of the Year. Lo stesso pezzo si è aggiudicato agli MTV Video Music Awards 1997 il premio come Best Group Video.
L'album ha venduto oltre sedici milioni di copie in tutto il mondo, ed è stato certificato disco di diamante dalla Recording Industry Association of America (RIAA), negli Stati Uniti e in Canada, disco di platino nel Regno Unito, e quadruplo disco di platino in Australia.

## VHS e DVD
Una versione video chiamata Live in the Tragic Kingdom fu pubblicata l'11 novembre 1997 in formato VHS dalla Interscope Records. Il video contiene la registrazione del concerto tenutosi al The Arrowhead Pond di Anaheim il 31 maggio 1997. Lo stesso video è stato diffuso nel formato DVD il 25 novembre 2003 all'interno del cofanetto Boom Box e come DVD a sé stante il 13 giugno 2006.

## Tour
Il tour di promozione del disco è partito da Los Angeles il 12 aprile 1997, e si è concluso l'8 novembre dello stesso anno in Argentina. Durante il tour i No Doubt hanno proposto anche brani delle precedenti produzioni, e alcune cover di gruppi come Sublime e Beatles. Sono comunque seguiti altri concerti e partecipazioni a festival in tutto il mondo, che hanno portato il gruppo ad esibirsi live nei due anni successivi alla pubblicazione di Tragic Kingdom.

## Tracce
1. Spiderwebs – 4:28 (Gwen Stefani, Tony Kanal)
2. Excuse Me Mr. – 3:04 (Gwen Stefani, Tom Dumont)
3. Just a Girl – 3:29 (Gwen Stefani, Tom Dumont)
4. Happy Now? – 3:43 (Gwen Stefani, Tom Dumont, Tony Kanal)
5. Different People – 4:34 (Eric Stefani, Gwen Stefani, Tony Kanal)
6. Hey You – 3:34 (Gwen Stefani, Tony Kanal)
7. The Climb – 6:37 (Eric Stefani)
8. Sixteen – 3:21 (Gwen Stefani, Tony Kanal)
9. Sunday Morning – 4:33 (Tony Kanal, Gwen Stefani, Eric Stefani)
10. Don't Speak – 4:23 (Eric Stefani, Gwen Stefani)
11. You Can Do It – 4:13 (Gwen Stefani, Tom Dumont, Tony Kanal, Eric Stefani)
12. World Go 'Round – 4:09 (Gwen Stefani, Tony Kanal)
13. End It on This – 3:45 (Gwen Stefani, Tom Dumont, Tony Kanal, Eric Stefani)
14. Tragic Kingdom – 5:31 (Eric Stefani)

## Formazione

### Gruppo
- Gwen Stefani – voce
- Eric Stefani – chitarra, tastiere
- Tom Dumont - chitarra
- Tony Kanal – basso
- Adrian Young – batteria, percussioni
- Phil Jordan - tromba

### Altri musicisti
- Stephen Bradley – tastiere, tromba
- Gabrial McNair – percussioni, trombone
- Bill Bergman – sassofono (11, 12)
- Gerard Boisse – sassofono (5, 7, 14)
- Aloke Dasgupta – sitar (6)
- Melissa Hasin – violoncello (8, 10)
- Nick Lane – trombone (11, 12)
- Les Lovitt – tromba (11, 12)
- Stephen Perkins – rumori (1)
- Greg Smith – sax baritono (11, 12)
- Matthew Wilder - tastiere (3, 16)

### Altri crediti
- Dan Arsenault – fotografia
- Ray Blair – engineer (5)
- Tony Ferguson – direzione Interscope A&R
- Albhy Galuten – director esecutivo (5)
- David J. Holman – mixaggio
- Matt Hyde – engineer (1, 2, 13)
- Phil Kaffel – engineer (3–10, 14)
- Rob Kahane – direzione Trauma A&R
- George Landress – engineer (3, 6, 7)
- Patrick Miller – fotografie
- Morbido / Bizarrio – direzione artistica, design, immagini
- Paul Palmer – missaggio, direzione Trauma A&R
- John Potoker – engineer (11–13)
- Shelly Robertson – fotografie
- Brent Smith – assistenza Interscope A&R
- Robert Vosgien – masterizzazione
- Matthew Wilder – produzione (tutte)

## Classifiche

### Classifiche settimanali
| Classifica (1996/97) | Posizione massima |
| -------------------- | ----------------- |
| Australia            | 3                 |
| Austria              | 2                 |
| Belgio (Fiandre)     | 1                 |
| Belgio (Vallonia)    | 1                 |
| Canada               | 1                 |
| Danimarca            | 1                 |
| Europa               | 2                 |
| Finlandia            | 1                 |
| Francia              | 14                |
| Germania             | 2                 |
| Irlanda              | 1                 |
| Italia               | 13                |
| Malaysia             | 6                 |
| Norvegia             | 1                 |
| Nuova Zelanda        | 1                 |
| Paesi Bassi          | 2                 |
| Portogallo           | 3                 |
| Regno Unito          | 3                 |
| Spagna               | 5                 |
| Stati Uniti          | 1                 |
| Svezia               | 3                 |
| Svizzera             | 3                 |

### Classifiche di fine anno
| Classifica (1996) | Posizione |
| ----------------- | --------- |
| Canada            | 16        |
| Stati Uniti       | 19        |
| Classifica (1997) | Posizione |
| Australia         | 6         |
| Austria           | 12        |
| Belgio (Fiandre)  | 24        |
| Belgio (Vallonia) | 21        |
| Francia           | 42        |
| Germania          | 5         |
| Nuova Zelanda     | 13        |
| Paesi Bassi       | 6         |
| Regno Unito       | 26        |
| Spagna            | 14        |
| Stati Uniti       | 2         |
| Svezia            | 23        |
| Svizzera          | 11        |

### Classifiche di fine decennio
| Classifica (1990-99) | Posizione |
| -------------------- | --------- |
| Stati Uniti          | 22        |